# Beck Row
Beck Row är en by i civil parish Beck Row, Holywell Row and Kenny Hill, i distriktet West Suffolk, i grevskapet Suffolk, i England. Byn är belägen 21 km från Bury St Edmunds. Byn hade 4 126 invånare år 2021.